# Hôtel de Mademoiselle de Condé
L'Hôtel de Condé è un hôtel particulier costruito a Parigi per Luisa Adelaide di Borbone, nota come Mademoiselle de Condé, da Alexandre-Théodore Brongniart.
Nel 1780 M.lle de Condé chiese alla famiglia il permesso di lasciare il convento di Panthémont, dove era stata educata, per fare il suo ingresso nella vita pubblica. A tal proposito venne scelta una sistemazione per la giovane. Venne acquistato un terreno situato sulla Rive gauche a Parigi (nell'attuale VI arrondissement), dove Brogniart edificò una splendida abitazione, posta in un cortile interno con un passaggio centrale e con un giardino davanti, sul quale si affacciava un salone ovale. Nel 1782 Georges Jacob consegnò materiali per l'arredo per un valore di 13,958 livres, mentre Jean-François Leleu, famoso ebanista, venne ingaggiato per la realizzazione di mobilio. Nonostante varie documentazioni attestino i lavori effettuati, non esiste alcuna descrizione contemporanea dettagliata degli ambienti creati. Horace Walpole menzionò l'Hôtel de Condé mentre vi era ospite definendolo la sintesi e l'apice dell'ultimo neoclassico francese.
Il giardino era progettato ispirandosi al genere "picturesque", in linea con l'anglomania in voga in Francia negli anni 80 del XVIII secolo. Nel cortile vi erano lunghi pannelli di stucco in bassorilievo con fanciulli intenti in processioni baccanali (realizzati da Claude Michel); tali opere sono conservate dal 1959 al Metropolitan Museum of Art.
Motivazioni di ordine politico e familiare fecero sì che la principessa di Condé non si sposasse. Nel 1789 fuggì dalla Francia nelle prime fasi della rivoluzione; nel 1802 in Polonia fece voto di castità, consacrando il resto della sua esistenza alla vita monastica. Morì nel 1824, non ritornando mai più al palazzo costruito per lei. Tale edificio attualmente si trova al numero 12 di Rue Monsieur-le-Prince, Parigi, VI arrondissement.